# Segunda Iglesia Neerlandesa Reformada
La Segunda Iglesia Neerlandesa Reformada (también conocida como Iglesia Católica Romana del Monte Carmelo, Ironbound Educational e Igreja Assembleia de Deus) es un edificio histórico eclesiástico situado en Edison Place nº 178-184, en Newark (Estados Unidos).
Fue construida en 1848 originalmente para una congregación reformada neerlandesa. El edificio se agregó al Registro Nacional de Lugares Históricos en 1979. Ha sido la sede de varias otras congregaciones desde su fundación, incluida la Igreja Assembleia de Deus, una congregación de las Asambleas de Dios dirigida por el pastor Welbr DosSantos.